# Singers Glen
 (mars 2025).
Singers Glen est une census-designated place située dans le comté de Rockingham, dans l’État de Virginie, aux États-Unis. Lors du recensement de 2020, elle comptait 195 habitants.